# Lin Xiaojun
Lin Xiaojun oder Lim Hyo-jun (Koreanisch:임효준, 林孝俊; * 29. Mai 1996 in Daegu) ist ein chinesischer-südkoreanischer Shorttracker.

## Werdegang
Lin hatte seinen ersten internationalen Erfolg bei den Olympischen Jugend-Winterspielen 2012 in Innsbruck. Dort holte er die Silbermedaille über 500 m und die Goldmedaille über 1000 m. Bei der Winter-Universiade 2017 in Almaty wurde er Vierter über 500 m. Zu Beginn der Saison 2017/18 debütierte er in Budapest im Shorttrack-Weltcup. Dabei gewann er die Rennen über 1000 m und 1500 m und belegte zudem den zweiten Platz im Rennen über 500 m. Im weiteren Saisonverlauf kam er im Weltcupeinzel dreimal unter die ersten Zehn und erreichte damit den siebten Platz im Gesamtweltcup über 1500 m, den sechsten Rang im Weltcup über 1000 m und den vierten Platz im Weltcup über 500 m. Außerdem siegte er im November 2017 in Seoul mit der Staffel. Beim Saisonhöhepunkt, den Olympischen Winterspielen 2018 in Pyeongchang, holte er die Goldmedaille über 1500 m. Über 500 m gewann er in Pyeongchang die Bronzemedaille. Im März 2018 holte er bei den Weltmeisterschaften in Montreal über 1000 m und 1500 m jeweils die Silbermedaille und mit der Staffel die Goldmedaille. Im Mehrkampf wurde er Vierter. In der Saison 2018/19 gewann er mit zwei Siegen und einen zweiten Platz den Weltcup über 500 m. Zudem errang er einen dritten und einen ersten Platz und den vierten Platz im Weltcup über 1500 m. In Calgary wurde er Zweiter mit der Staffel. Bei den Weltmeisterschaften 2019 in Sofia gewann er fünfmal die Goldmedaille (Mehrkampf, 1000 m, 1500 m, 3000 m, Staffel).
Nach mehreren Jahren ohne internationalen Rennen startet er ab der Saison 2022/23 unter den Namen Lin Xiaojun für China. Dabei holte er zwei Siege über 500 m und errang damit den neunten Platz im Weltcup über 500 m. Bei den Weltmeisterschaften 2023 in Seoul gewann er die Silbermedaille in der Mixed-Staffel und die Goldmedaille mit der Staffel.

## Ehrungen
- 2019: „grand prize award“ von der Korean Sport & Olympic Committee.[11]

## Weltcupsiege

### Weltcupsiege im Einzel
| Nr. | Datum              | Ort       | Disziplin |
| --- | ------------------ | --------- | --------- |
| 1.  | 30. September 2017 | Budapest  | 1500 m    |
| 2.  | 1. Oktober 2017    | Budapest  | 1000 m    |
| 3.  | 8. Dezember 2018   | Almaty    | 1500 m    |
| 4.  | 3. Februar 2019    | Dresden   | 500 m     |
| 5.  | 10. Februar 2019   | Turin     | 500 m     |
| 6.  | 5. Februar 2023    | Dresden   | 500 m     |
| 7.  | 12. Februar 2023   | Dordrecht | 500 m     |

### Weltcupsiege im Team
| Nr. | Datum             | Ort        |
| --- | ----------------- | ---------- |
| 1.  | 19. November 2017 | Seoul 1    |
| 2.  | 5. Februar 2023   | Dresden 2  |
| 3.  | 28. Oktober 2023  | Montreal 3 |
| 4.  | 29. Oktober 2023  | Montreal 4 |

## Persönliche Bestzeiten
- 0500 m    39,670 s (aufgestellt am 11. November 2018 in Salt Lake City)
- 1000 m  1:22,283 min (aufgestellt am 18. März 2018 in Montreal)
- 1500 m  2:10,248 min (aufgestellt am 10. Februar 2018 in Gangneung)
- 3000 m  5:00,998 min (aufgestellt am 10. März 2019 in Sofia)